# Tuffé-Val-de-la-Chéronne
Tuffé-Val-de-la-Chéronne è un comune francese del dipartimento della Sarthe nella regione dei Paesi della Loira.
È stato creato il 1º gennaio 2016 dalla fusione dei preesistenti comuni di Saint-Hilaire-le-Lierru e Tuffé.
Il capoluogo è la località di Tuffé.

## Evoluzione demografica
Abitanti censiti